# Le Petit Dinosaure : Les Longs-Cous et le Cercle de lumière
Pour les articles homonymes, voir Le Petit Dinosaure.
Série
Mo, l'ami du grand large
(2002) L'Invasion des Minisaurus
(2005)
Pour plus de détails, voir Fiche technique et Distribution.
Le Petit Dinosaure 10 : Les Longs-Cous et le Cercle de Lumière ou Petit Pied, le dinosaure 10 : La Grande Migration des Longs-Cous au Québec (The Land Before Time X: The Great Longneck Migration)  est un film d'animation américain réalisé par Charles Grosvenor et sorti  directement en vidéo en 2003. C'est le dixième film de la série Le Petit Dinosaure.

## Synopsis
Durant la nuit, Petit-Pied et ses grands-parents ont partagé un rêve inhabituel qui les pousse à partir à la découverte de nouveaux horizons. Ils sont rapidement suivis de Céra, Pointu, Beckie et Pétrie, toujours partant pour de nouvelles aventures.
Au cours de ce fantastique voyage, ils vont croiser le chemin de mystérieuses créatures, découvrir les merveilles de la nature, braver les dangers et vivre de grands moments de joie et d'amitié.
Ils vont finalement se joindre au plus grand troupeau de dinosaures jamais rencontré, et parmi eux, Petit-Pied va faire la connaissance d'un Long-Cou très spécial.   

## Fiche technique
- Titre original : The Land Before Time X : The Great Longneck Migration
- Titre français : Le Petit Dinosaure 10 : Les Longs-Cous et le Cercle de Lumière
- Titre québécois : Petit-Pied, le dinosaure 10 : La Grande Migrations des Longs-Cous
- Réalisation : Charles Grosvenor
- Scénario : John Loy
- Musique : Michael Tavera
- Production : Charles Grosvenor
- Sociétés de production : Universal Studio Homes Video et Universal Cartoon Studios
- Pays d'origine : États-Unis
- Format : Couleurs - 1,33:1 - Dolby Digital
- Genre : Animation
- Durée : 85 minutes
- Date de sortie :  États-Unis : 02 Décembre 2003 ;  France : 05 Octobre 2004

## Distribution

### Voix originales
- Alec Medlock : Petit-Pied
- Anndi McAfee : Céra
- Aria Curzon : Becky
- Jeff Bennett : Pétrie
- Rob Paulsen : Pointu
- Kenneth Mars : Grand-Père
- Miriam Flynn : Grand-Mère
- Kiefer Sutherland : Brown
- James Garner : Fonceur
- Bernadette Peters : Su
- John Ingle : Narrateur, Père de Céra
- Brandon Michael DePaul : Pat

### Voix françaises
- Stéphanie Lafforgue : Petit-Pied
- Kelly Marot : Céra
- Caroline Combes : Becky
- Roger Carel : Pétrie
- Pierre Baton : Grand-Père
- Frédérique Tirmont : Grand-Mère
- Pierre Dourlens : Brown
- Bernard Metraux : le narrateur, le père de Céra
- Jackie Berger : Fonceur
- Lucie Dolène : Su
- Henri Poirier : Pat

## Autour du film
Dans cet épisode, Petit-Pied rencontre pour la première fois son père. Il apprend que celui-ci était parti à la recherche d'une meilleure vallée pour élever Petit-Pied juste avant sa naissance. À son retour, la vallée où il avait laissé sa compagne ayant été détruite et ses habitants disparus, son père avait recueilli un groupe de petits Longs-Cous qu'il a élevés, puis est devenu chef d'une horde. Petit-Pied est tenté de partir avec son père et Fonceur, son frère adoptif, mais il décide finalement de rester avec ses grands-parents et ses amis.